# Околовська сільська рада
Околовська сільська рада (біл. Акалоўскі сельсавет) — адміністративно-територіальна одиниця в складі Логойського району розташована в Мінській області Білорусі. Адміністративний центр — Околово.
Околовська сільська рада розташована на межі центральної Білорусі, у північній частині Мінської області, на північ від Логойська.
До складу сільради входять такі населені пункти:
- Глібовщина
- Городець
- Губа
- Дальковичі
- Жердяжне
- Жестяне
- Забір'я
- Замош'є
- Коргово
- Крута Гора
- Малинівка
- Новосілки
- Околово
- Острів
- Першотравнева
- Підчерниця
- Черниця
- Прусовичі
- Пунище
- Рубіж
- Становище
- Старинці
- Тарасино
- Червона Зоря
- Чистий Бір